# Maria Skyllas-Kazacos
Maria Skyllas-Kazacos AM (* 26. Oktober 1951 in Kalymnos) ist eine australische Chemikerin. Sie ist bekannt für die Entwicklung des Vanadium-Redox-Akkumulators.
Maria Skyllas-Kazacos kam 1954 mit ihrer Familie nach Australien und ging in Sydney zur Schule. Sie studierte Chemieingenieurwesen an der University of New South Wales mit dem Abschluss 1974 mit Bestnoten (sie erhielt auch die Universitätsmedaille). 1978 wurde sie bei Barry Welch promoviert mit einer Dissertation über die Elektrochemie von Salzschmelzen. Als Post-Doktorandin war sie ein Jahr an den Bell Laboratories mit einem Stipendium der australischen Forschungsorganisation CSIROS. Dort befasste sie sich mit Solarzellen und erhielt ein Patent für die elektrochemische Herstellung dünner Filme von Cadmiumselenid. Außerdem befasste sie sich dort mit Bleiakkumulatoren und entdeckte dabei vierwertige Blei-Ionen in Lösung. Für diese Entdeckung erhielt sie bei ihrer Rückkehr den Bloom-Gutmann-Preis. Sie wurde Queen Elizabeth II Fellow an der University of New South Wales und 1982 Professor für Chemieingenieurwesen.
In den 1980er Jahren entwickelte sie mit ihrem Team an der University of New South Wales den Vanadium-Redox-Akkumulator, der 1988 patentiert wurde. Hier wird in zwei Kreisläufen die Redoxreaktion von Vanadium zwischen jeweils zwei Oxidationsstufen (im einen Kreislauf zwischen Stufe 5 und 4) ausgenutzt. Er findet in der Industrie Anwendung zum Beispiel als Energiespeicher bei Windkraftanlagen oder als Reserve-Energiequelle für Mobilfunkstationen.
1999 wurde sie Mitglied des Order of Australia. 2014 wurde sie Mitglied der Australian Academy of Technological Sciences and Engineering. 2011 erhielt sie die Castner Medal der britischen Society for the Chemical Industry und 2000 die R.K. Murphy Medal des Royal Australian Chemical Institute.
Sie ist seit 1976 mit dem Wissenschaftler Michael Kazacos verheiratet und hat mit ihm drei Söhne.